# 草率歸納
輕率概化（hasty generalization），又稱不當概化（inappropriate generalization）、錯誤概化（faulty generalization）、範例肯證（proof by example）等等，是一種非形式謬誤，指未充分考慮一般性的情形，只憑不充足或不具代表性的實例或樣本就推論出歸納性的結論。與之相反的謬誤是拒絕承認一切一般性結論的懶於歸納。

## 範例
例1

- 小明只有一隻腳
- 小明是人
- 因此，人只有一隻腳

說明：不能只因為小明只有一隻腳，就假定人通常只有一隻腳。
例2

我去台北住一個禮拜，有三天在下雨，所以台北大約有一半的時間在下雨。

說明：不能只因為自己在台北一個星期的狀況，就假定這個狀況是台北通常的狀況。
例3

我認識的家人、同學、師長中，所有抽菸的人都沒有得肺癌，因此抽菸不會導致肺癌。

說明：不能只因為自己認識的人沒有人因為抽菸得肺癌，就假定抽菸不會導致肺癌的狀況可以套用至所有人。
例4

常常在媒體看到小朋友吃不起營養午餐的報導，可見我國的經濟真的很差。

說明：不能只因為媒體報導一些小朋友吃不起營養午餐，就假定全國的小朋友大多都吃不起營養午餐，進而假定經濟狀況差。
例5

那個法官被大家批判為恐龍法官，但看完判決書，可以發現根本完全不是這麼一回事。可見恐龍法官現象，根本原因完全出自媒體的刻意抹黑，經過對於判決書的刻意扭曲，以及人民的不加思索地接受，進而導致恐龍法官植入人民人心。

說明：不能只因為一兩個被稱為恐龍法官的法官是被媒體刻意抹黑、且人民不假思索接受而製造出來的，就假定所有的恐龍法官都是媒體刻意抹黑、且人民不假思索接受所製造出來的。
例6

因為女角可愛，因此那款網路遊戲充滿著玩女角的男生，可見所有玩女角的在現實中都是男的，網路遊戲裡沒有女生！

說明：不能只因為一款遊戲一些男生玩女角，就假定所有的網路遊戲當中，所有玩女角的都是男生。
例7

何老師所拜的那尊觀音真的很神，對誰都有效，我朋友跟我說，他女兒本來得了不治之症，連醫生都宣告無藥可醫，結果他去找何老師的觀音拜拜之後，他女兒竟然不治而癒。

說明：不能只因為一個人拜了何老師的觀音後身體康復，就假定何老師的觀音對所有人都有效。
例8

- 他是韓國人。
- 他很賤，會不擇手段贏得勝利。
- 因此，韓國人很賤，會不擇手段贏得勝利。

說明：不能只因為一個韓國人很賤，就假定所有的韓國人都很賤。這種說法容易導致種族歧視。
例9

讓人在兩個一樣令人不快的選項間做出選擇的摩頓叉經常是假兩難問題，因此任何事情都一定有讓所有人皆大歡喜的第三條路可以走的。

說明：不能只因為許多要人在各種一樣令人不快的選項間做出選擇的議題是假兩難問題，就認為所有這樣的議題都是假兩難問題。

## 有效的範例肯證
當結論是關於「存在」時，根據少數樣本的推論是有效的。
例1

- 小明只有一隻腳
- 小明是人
- 因此，有些人只有一隻腳（存在只有一隻腳的人）

例2

- 小橘子是女孩子
- 小橘子是車神
- 因此，有些車神是女孩子（存在性別為女的車神）

例3

- 某甲是殺人犯
- 某甲怕死且想辦法找方法規避死刑
- 因此，有些殺人犯怕死且會想辦法找方法規避死刑（存在怕死且會想辦法找方法規避死刑的殺人犯）

例4

- 某乙很想殺人
- 某乙不怕坐牢，但某乙非常怕死
- 殺人會被判死刑
- 因此有些很想殺人的人不怕坐牢，但非常害怕死刑（存在很想殺人、不怕坐牢，但非常害怕死刑的人）

## 外部連結
- （英文）Logical Fallacy: Hasty Generalization（页面存档备份，存于）
- （英文）The Truth Wears Off -- Is there something wrong with the scientific method?（页面存档备份，存于）